# Xã Buford, Quận Baxter, Arkansas
Xã Buford (tiếng Anh: Buford Township) là một xã thuộc quận Baxter, tiểu bang Arkansas, Hoa Kỳ. Năm 2010, dân số của xã này là 1.295 người.